# Carlo Pallavicino (vescovo)

Stemma dei Pallavicino.

Carlo Pallavicino (... – 1º ottobre 1497) figlio di Rolando il Magnifico, signore di Monticelli d'Ongina, Busseto e Cortemaggiore e di Caterina Scotti, fu vescovo di Lodi dal 1456 fino alla sua morte.

## Biografia
Fu un umanista e mecenate, protesse Franchino Gaffurio e diede un forte impulso alle opere edilizie nella città di Lodi: alla sua persona sono legati alcuni lavori sulla facciata del Duomo, l'erezione del Tempio civico dell'Incoronata e dell'Ospedale Maggiore.
Donò alla diocesi il "tesoro di San Bassiano", in seguito trafugato da Napoleone, di cui resta un ostensorio ambrosiano, il baldacchino, ed alcuni corali miniati. Il suo breviario, superbamente miniato da Francesco da Castello, fu donato al capitolo della cattedrale di Lodi ed è oggi custodito presso la sala dei Filippini della Biblioteca laudense, nel complesso dedicato a San Filippo Neri, poco lontano dal duomo.
Consacrò la chiesa parrocchiale della Natività della Beata Vergine Maria a Castelnuovo Bocca d'Adda il 14 luglio 1471 e quella dei Santi Michele Arcangelo e Nicola Vescovo di Villanova del Sillaro nel 1496.
È sepolto a Monticelli d'Ongina nella basilica di San Lorenzo nel presbiterio in alto a destra guardando l'altare.